# حي شرق (أسيوط)
حي شرق، هو إحدى التقسيمات الداخلية لمدينة أسيوط في محافظة أسيوط، جمهورية مصر العربية.